# شهرستان اسکات (مینه‌سوتا)
شهرستان اسکات، مینه‌سوتا (به انگلیسی: Scott County, Minnesota) شهرستانی در ایالات متحده آمریکا است که در مینه‌سوتا واقع شده‌است.